# Nationaal park Andasibe Mantadia
Het Nationaal Park Andasibe Mantadia is een beschermd natuurgebied van 155 km² in de laaglandbossen van Madagaskar. Het ligt vlak bij Andasibe, een stad in de oostelijke regio Alaotra-Mangoro. Het park bestaat uit twee gedeeltes: Het Nationaal Park Mantadia en het Analamazoatra-reservaat, ook wel Périnet genoemd, naar de oude Franse naam voor Andasibe. Het bezoek aan zowel het park als het reservaat is uitsluitend toegestaan onder begeleiding van een lokale gids.

## Geschiedenis
Het Analamazoatra-reservaat is het eerst opgericht, speciaal voor het behoud van de indri (Indri indri), Madagaskars grootste makisoort. In 1989 breidde Madagascar National Parks het park uit met Mantadia.

## Ligging en klimaat
Het park ligt tussen de 900 en 1250 meter boven de zeespiegel. Met een jaarlijkse neerslag van 170 centimeter en een gemiddelde temperatuur van 18 °C heeft het park een koel en vochtig klimaat. Andasibe ligt op het grensgebied van twee etnische groepen van Madagaskar, namelijk de Betsimisaraka en de Bezanozano. Deze laatste groep leeft voornamelijk in de omgeving van Mantadia. In november en december vertonen Bezanozano hun traditionele rituelen bij een heilig verklaarde waterval in het regenwoud.

## Flora

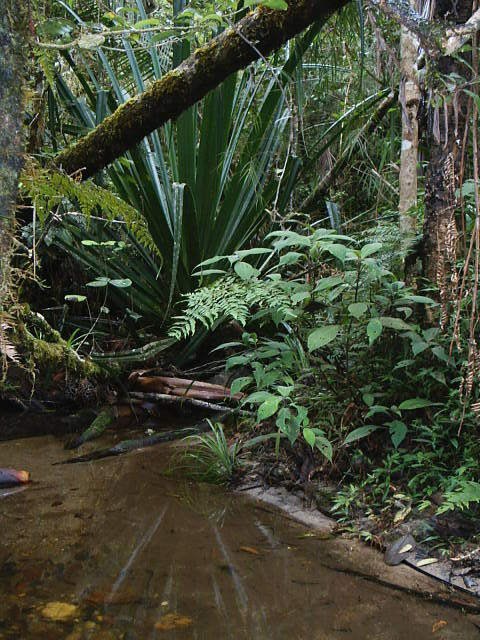
Dichte begroeiing in het regenwoud

Het nationaal park bestaat hoofdzakelijk uit oerbossen. In deze bossen bevinden zich bamboeplanten en veel epifyten, waaronder mossen, varens en meer dan honderd verschillende soorten orchideeën, zoals Cymbidiella falcigera en Bulbophyllum ameleni. Andere typische plantengeslachten zijn Pandanus en Tambourissa. Langs de randen van het park staan veel geïntroduceerde plantensoorten, zoals dennen en eucalyptusbomen. In de wouden zelf zijn in het verleden planten geïntroduceerd als de theeplant.

## Fauna
Het Nationaal park Andasibe Mantadia huist veel endemische dieren en is belangrijk voor het behoud van ernstig bedreigde soorten.

### Zoogdieren
Het park telt ten minste 31 soorten zoogdieren, waaronder 14 verschillende maki's. Bijzondere maki's in het park zijn de indri (Indri indri), de aye-aye (Daubentonia madagascariensis), de rode muismaki (Microcebus rufus), de vari (Varecia variegata) en de diadeemsifaka (Propithecus diadema).

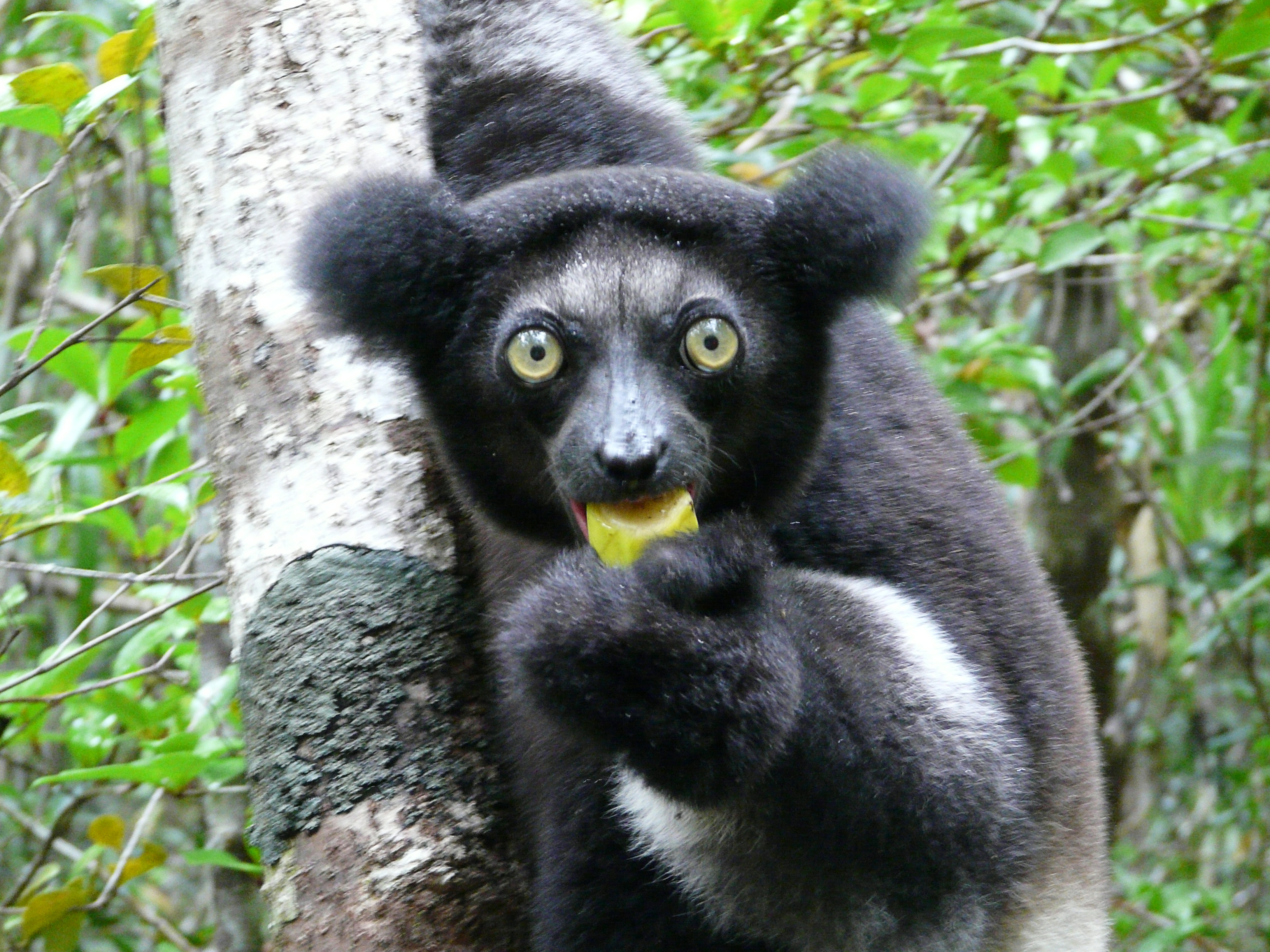
Indri
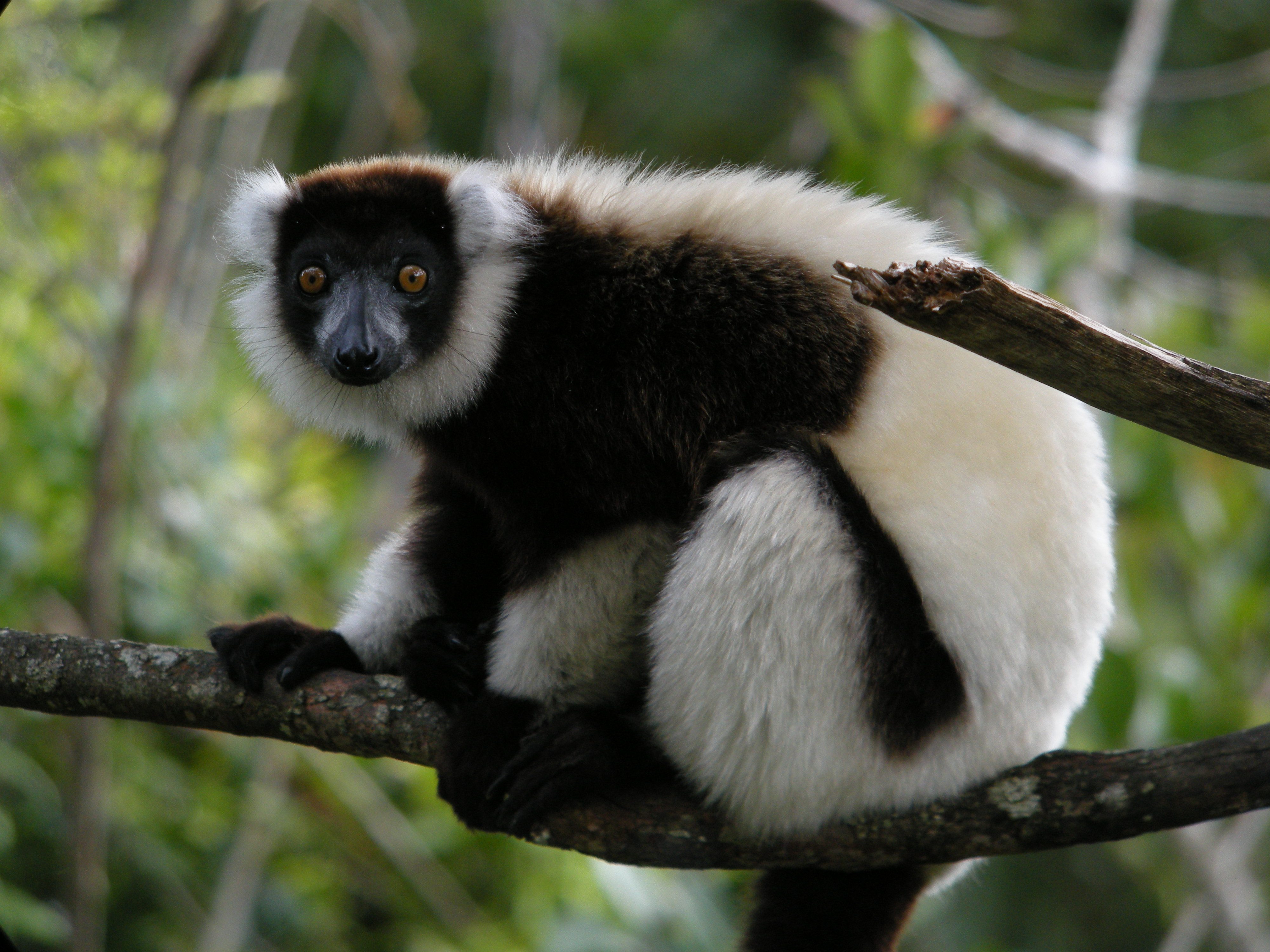
Vari
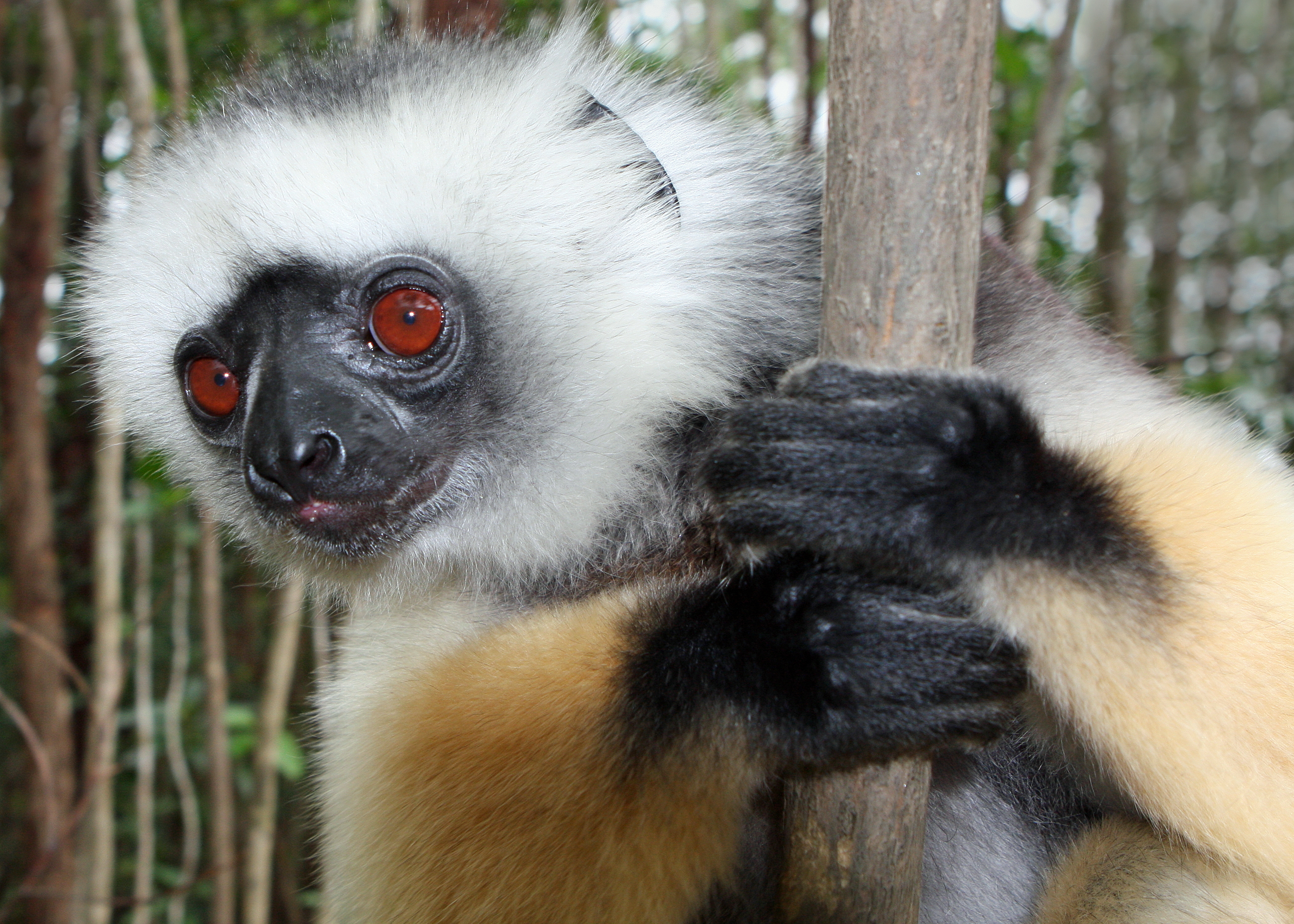
Diadeemsifaka
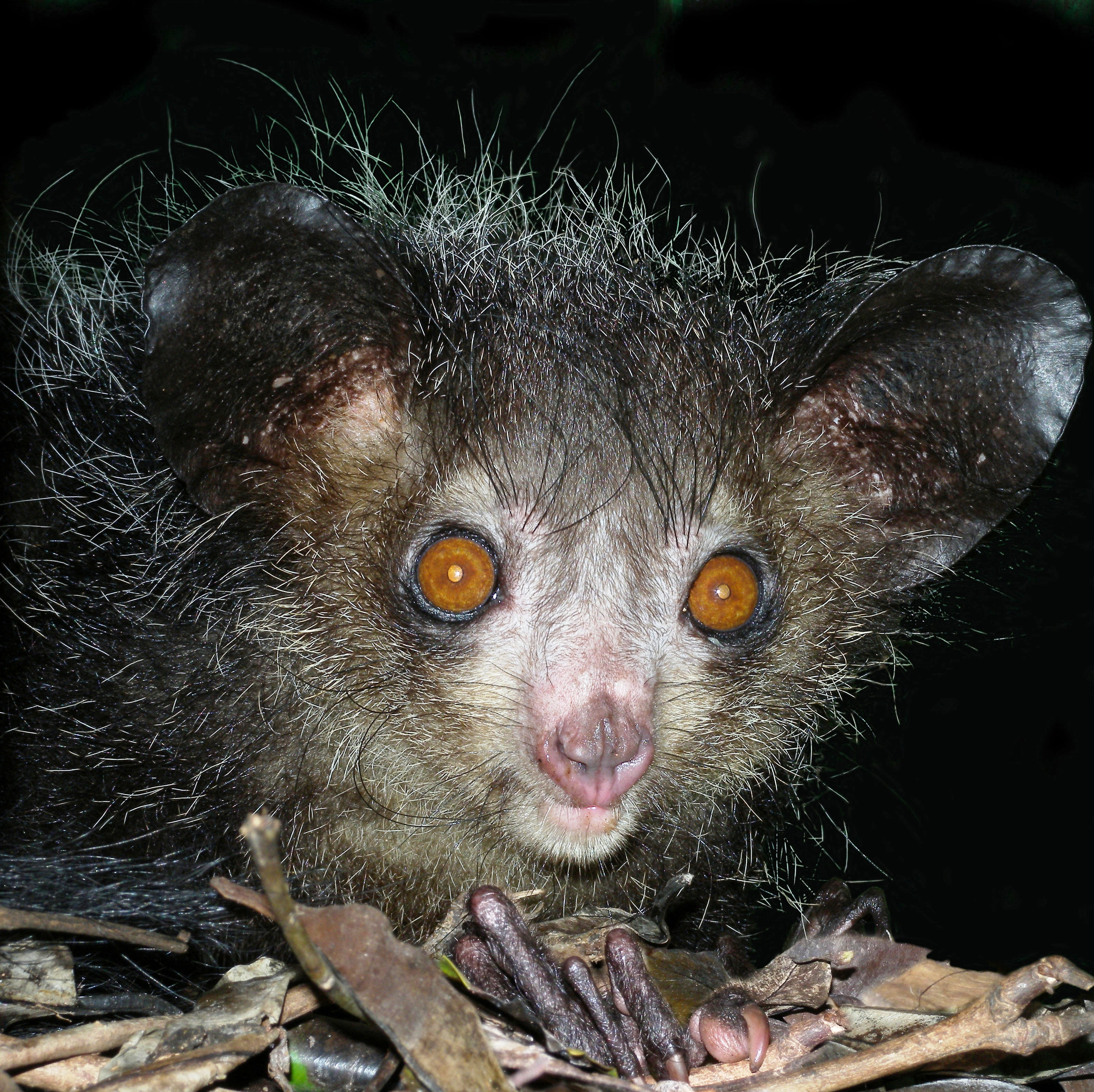
Aye-aye

### Vogels
Volgens een telling huizen er in het Nationaal park Andasibe Mantadia 112 verschillende vogelsoorten.

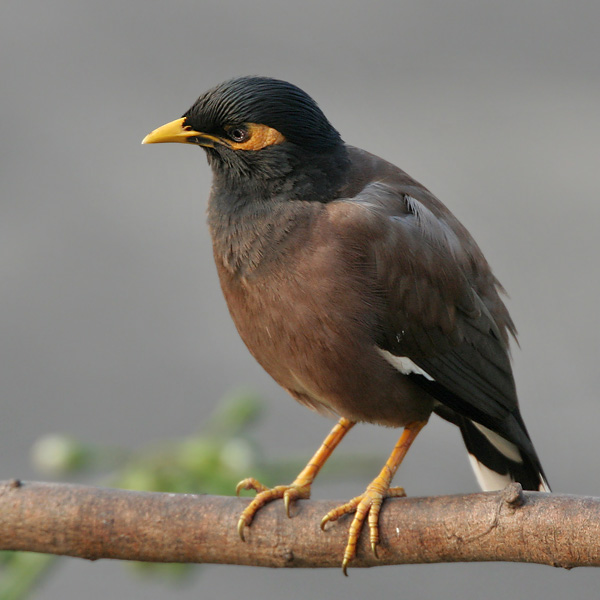
Treurmaina
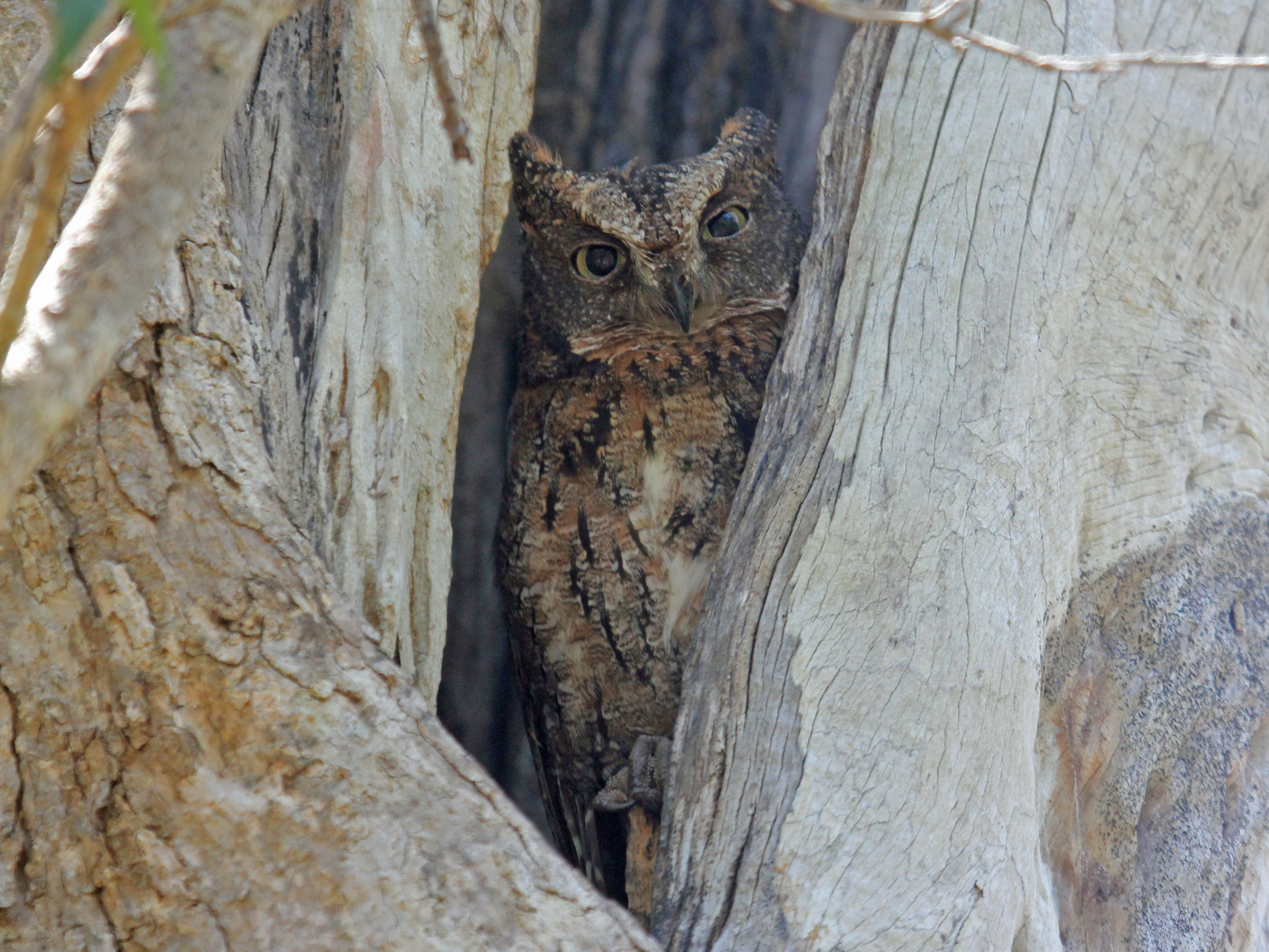
Oostelijke madagaskardwergooruil
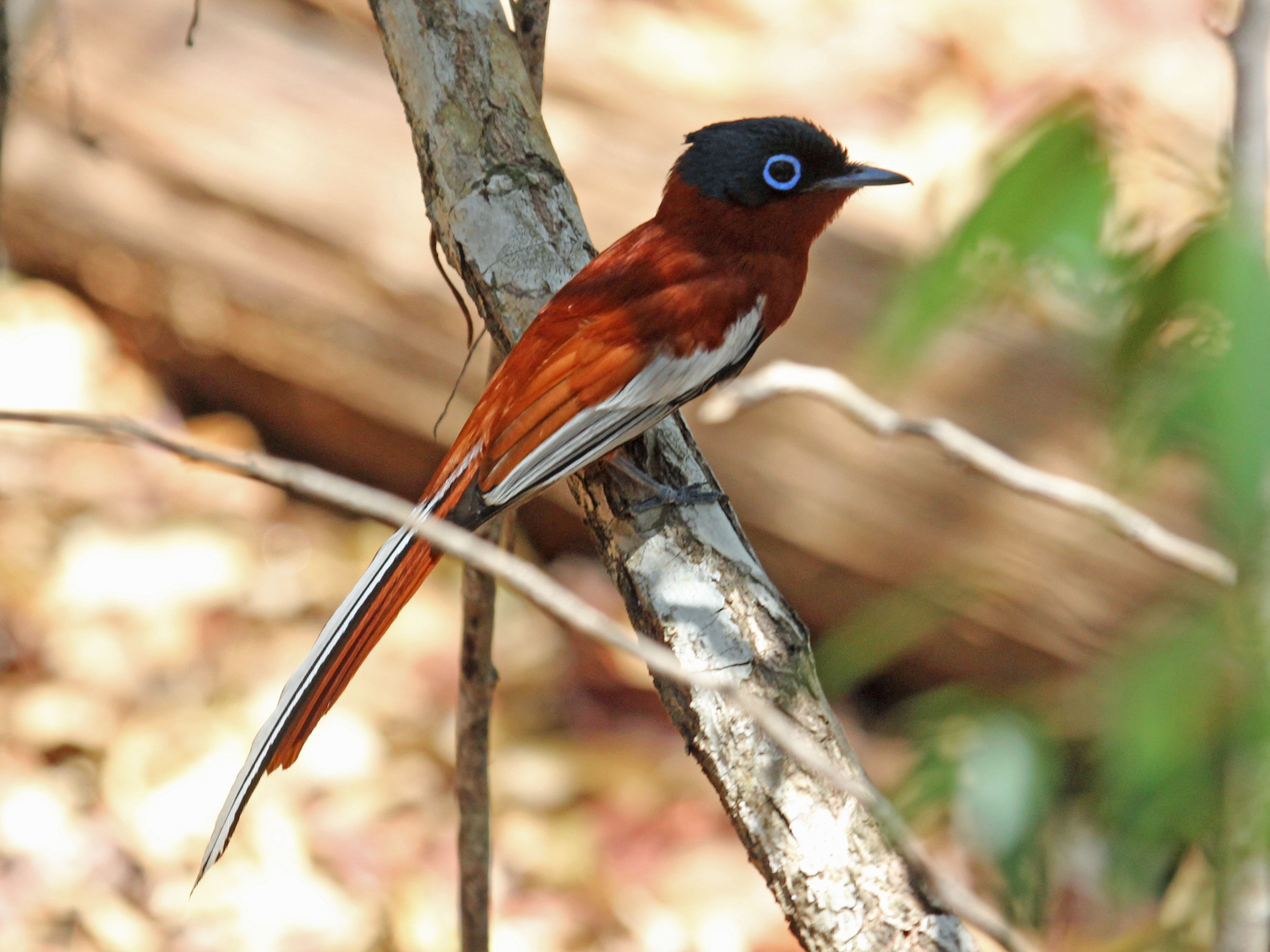
Madagaskarparadijs-monarch
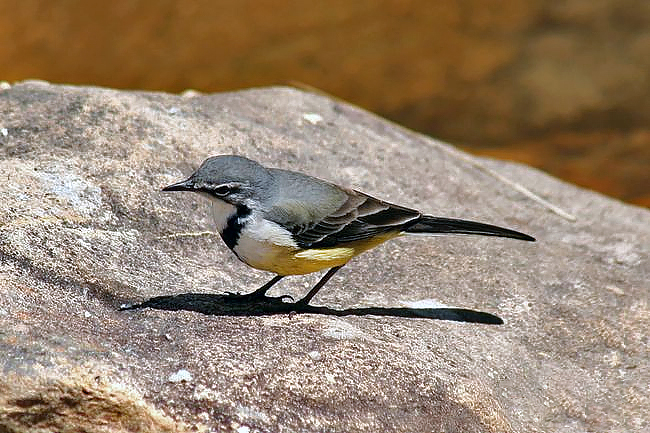
Madagaskarkwikstaart

### Amfibieën en reptielen
51 soorten reptielen en 84 soorten amfibieën zijn te vinden in het park. Zowel in Mantadia als in Analamazoatra is de Parsons kameleon (Calumma parsonii) te vinden, Madagaskars grootste kameleon.

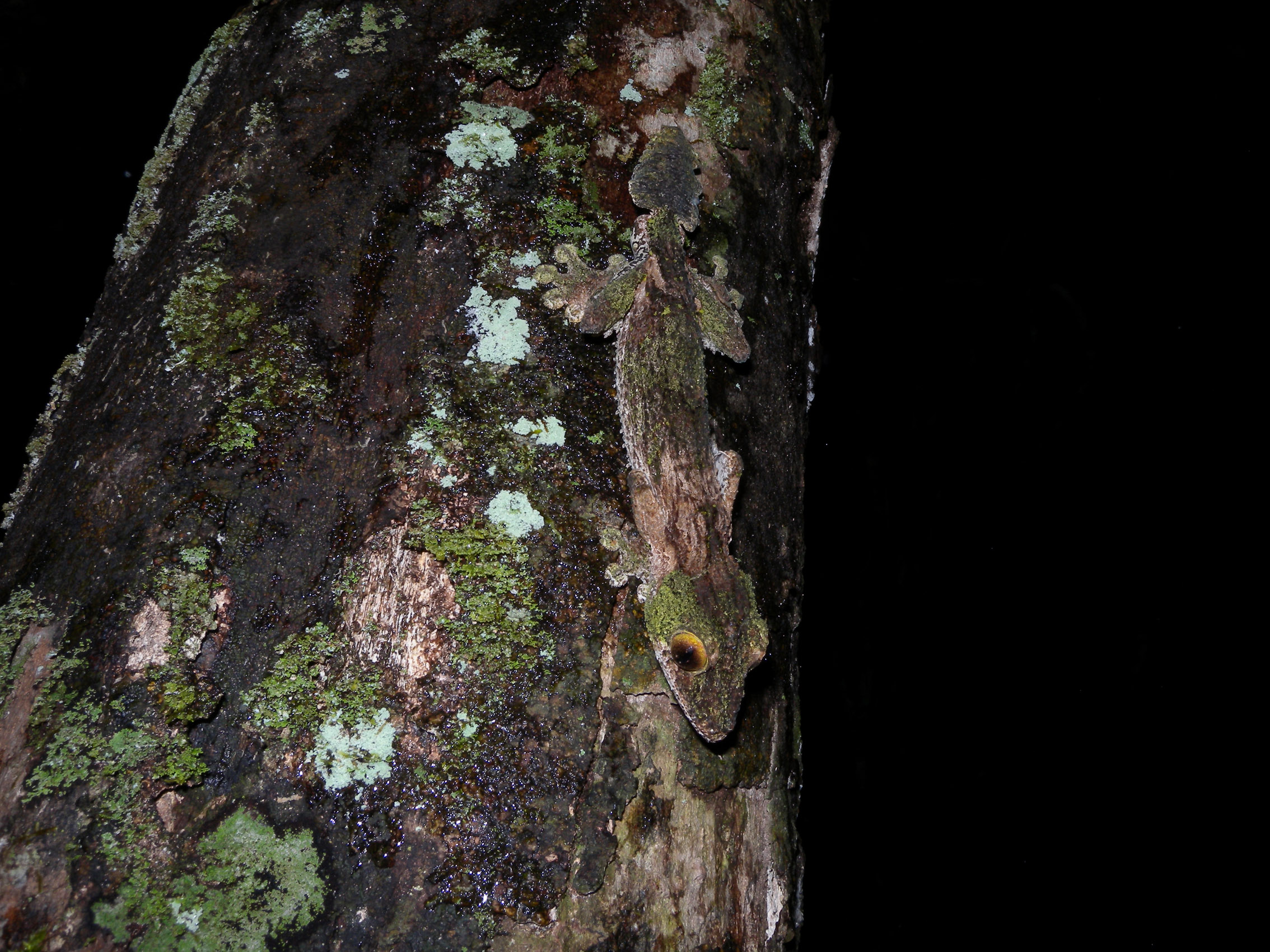
Uroplatus sikorae
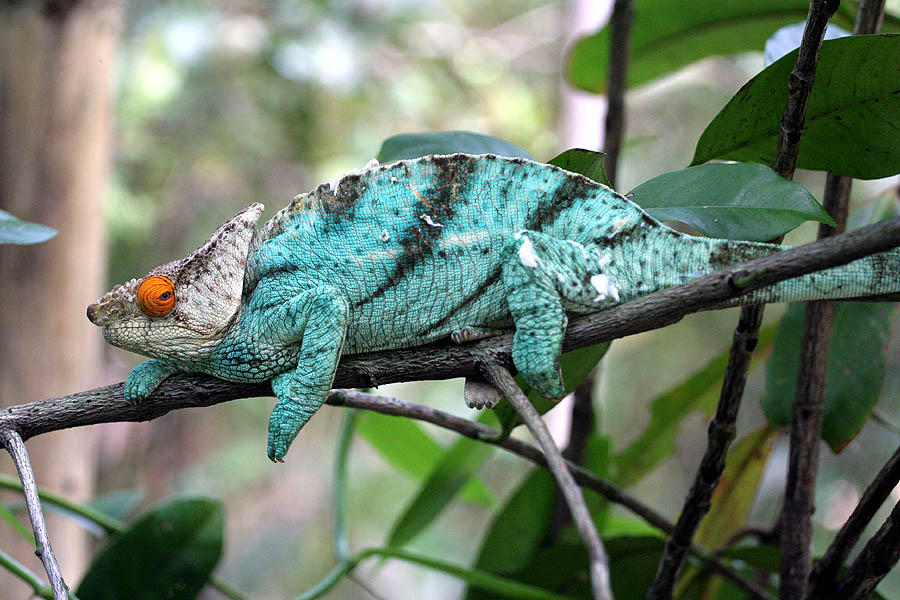
Parsons kameleon
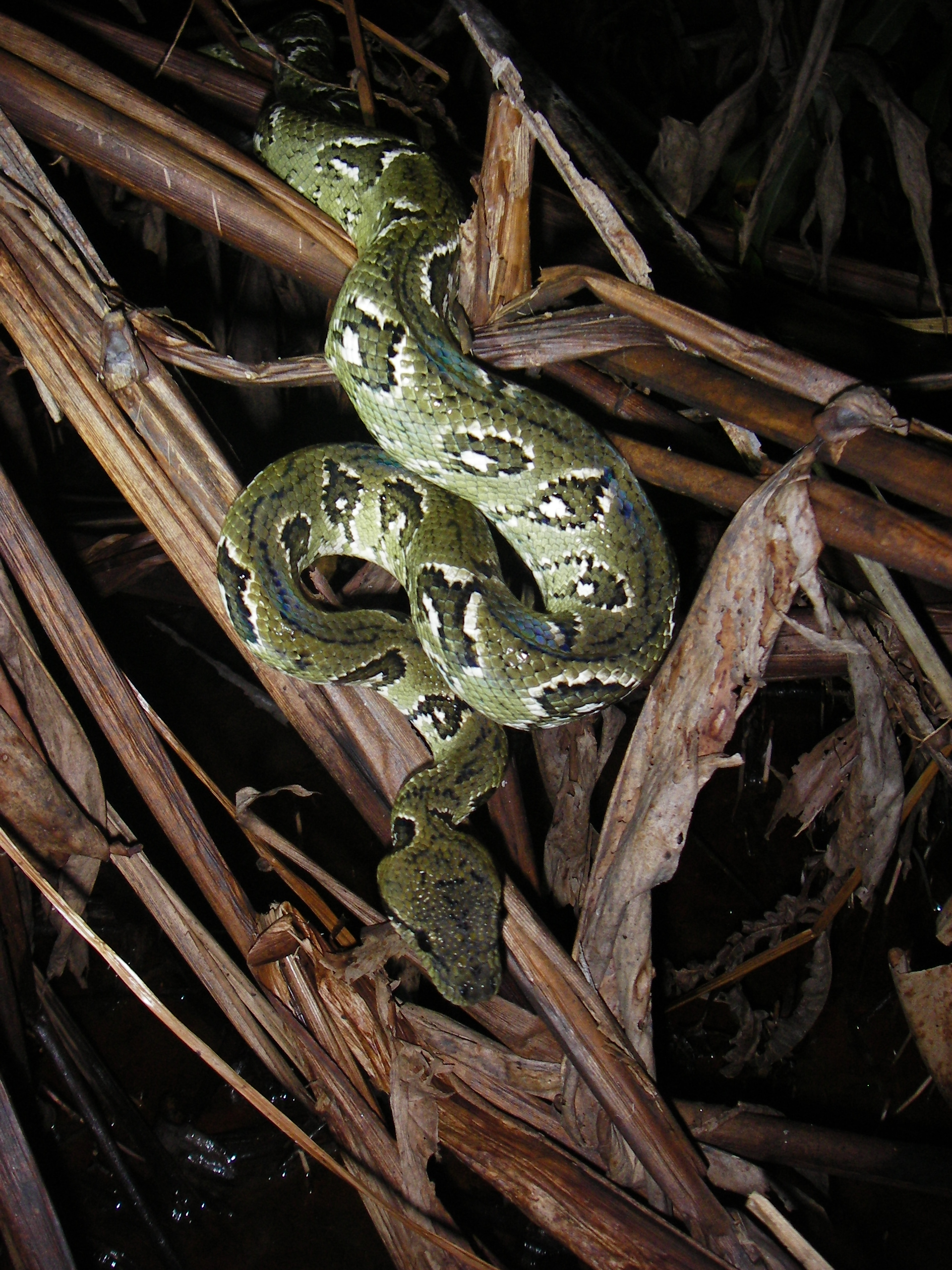
Madagaskar-hondskopboa
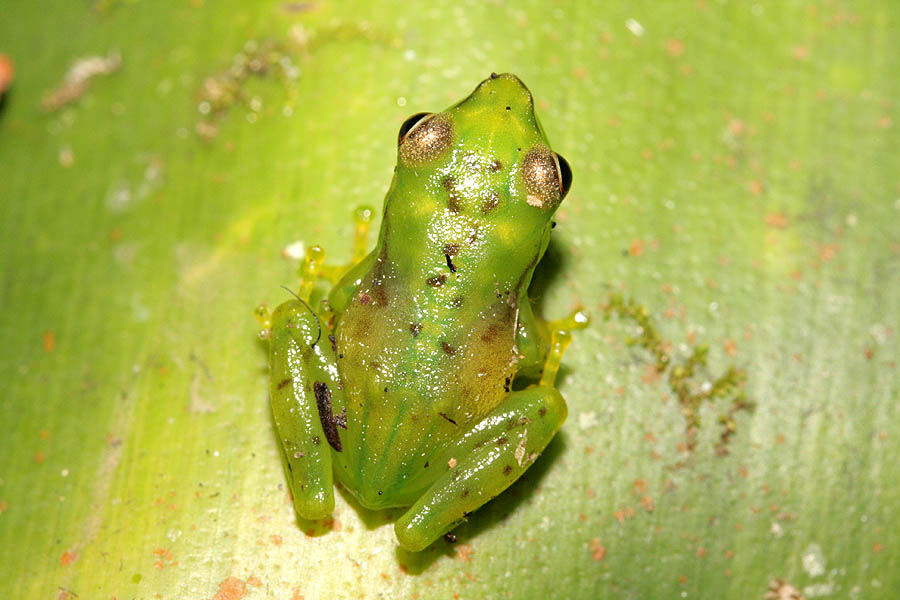
Boophis jaegeri
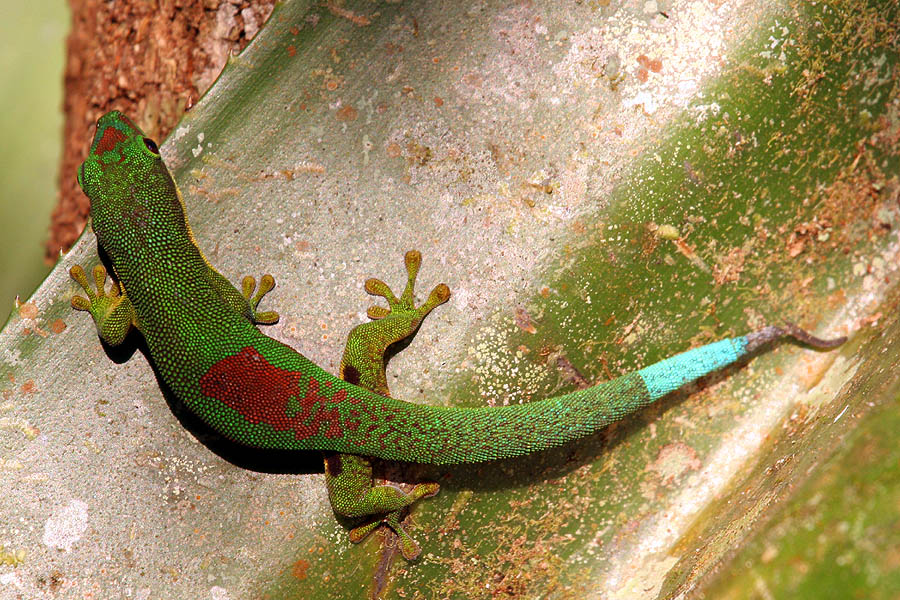
Phelsuma antanosy

### Vissen
In de rivieren van Mantadia leven twee endemische vissoorten die door de International Union of the Conservation of the Nature (IUCN) worden gerekend tot de zwaarst bedreigde, namelijk Ratsirakia legendrei en Rheocles alaotrensis.
Anja Community Reserve ·
Berenty-reservaat ·
Renialareservaat ·
Kirindy Forest ·
Zoölogisch park van Ivoloina